# Šalkauskas
Šalkauskas ist ein litauischer männlicher Familienname.

## Weibliche Formen
- Šalkauskaitė (ledig)
- Šalkauskienė (verheiratet)

## Namensträger
- Deniss Šalkauskas (* 1998), estnischer Leichtathlet
- Kęstutis Šalkauskas, Jurist und ehemaliger Polizeichef Litauens
- Rimantas Šalkauskas (* 1947), Politiker
- Vaclovas Šalkauskas (* 1965), Verwaltungsjurist und Diplomat